# Gelao
Gelao (nazwa własna Klo lub Klau, chiń. 仡佬族 Gēlǎozú) – oficjalnie uznana mniejszość narodowa w Chińskiej Republice Ludowej, z grupy ludów tajo-kadajskich. Zamieszkuje głównie prowincję Guizhou i sąsiednie, niewielka populacja mieszka też w Wietnamie; inne nazwy: Qilao, Gelo, Kopu, Shagai, Thi, Thu, Ilao, Keilao, Kelao, Kha Lao, Khi Lao, Xan Lao. Według spisu z 1990 r. liczyła ponad 438 tys. członków.
Gelao są bardzo rozproszeni, z największym skupiskiem w zachodniej i północno-zachodniej części Guizhou, zwłaszcza w okolicach Anshun i Zunyi. Mniejsze grupy zamieszkują także tereny Zhuangów w Yunnanie i Guangxi; niewielkie – w Hunanie i Wietnamie, nad granicą chińską. Dokładna ich liczba jest trudna do ustalenia, ze względu na znaczną akulturację i asymilację z Hanami. Spis z 1982 wykazał 54 tys. Gelao, a z 1990 - 438 tys. Tak znaczny wzrost populacji jest wynikiem rejestrowania się jako Gelao osób, które wcześniej określały się jako Hanowie, by uniknąć prześladowań rewolucji kulturalnej
Zamieszkują na ogół tereny wysokogórskie, między Hanami (zajmującymi doliny). Ze względów klimatycznych podstawą ich rolnictwa są słodkie ziemniaki i kukurydza; uprawiają także pszenicę, proso i ryż, a z upraw przemysłowych: tytoń, palmy i tungowce na olej. Historycznie byli najczęściej dzierżawcami podporządkowanymi właścicielom ziemskim z innych grup. 
Mogą pochodzić od starożytnych ludów Liao, którzy przed podbojem chińskim dwa tysiące lat temu byli pod panowaniem królestwa Yelang. Kulturowo obecnie bardzo zbliżeni do otaczających Chińczyków, tradycyjny strój (tkany w biało czarne-pasy; charakterystyczne były też długie szale) praktycznie zanikł. Zachowanym wyróżnikiem kulturowym są ofiary ze zwierząt składane bogom ziemi i wołu oraz podczas pogrzebów. Ceremonia pogrzebowa, częściowo podobna chińskiej, obejmuje też tańce i śpiewy wykonywane przez żałobników, z wykorzystaniem muzyki bambusowej fletni lusheng; na grobach sadzi się raczej drzewa niż stawia kamienne tablice. Kult przodków jest bardzo istotny, ale skupia się raczej na założycielach osad niż protoplastach lineaży męskich.
Językiem gelao z grupy języków dajskich (ostateczna klasyfikacja niepewna; Diamond, op.cit. mówi o języku tybeto-birmańskim) mówi nieznaczna część wszystkich Gelao (ok. 8000 osób; dane dla większości dialektów z 1978).